# Kara śmierci w San Marino
Kara śmierci w San Marino już nie obowiązuje. Ostatnią egzekucję wykonano w 1468 roku przez powieszenie. San Marino jest jednym z dwóch państw na świecie, w których ostatnią egzekucję przeprowadzono przed rokiem 1800 − drugim jest Liechtenstein, w którym ostatnia egzekucja miała miejsce w 1785 roku.
San Marino zostało w 1848 roku pierwszym państwem na świecie, które zniosło karę śmierci za przestępstwa pospolite. W roku 1865 jako drugie państwo na świecie (po Wenezueli w 1863 roku) zniosło karę śmierci całkowicie. Do 1900 roku jeszcze tylko jedno państwo zniosło karę śmierci – była to Kostaryka.
W 1989 roku San Marino ratyfikowało Protokół nr 6 europejskiej konwencji praw człowieka, nakazujący zniesienie kary śmierci w czasie pokoju.